# مانويل خوسيه غارثيا كاباروس
مانويل خوسيه غارثيا كاباروس (بالإسبانية: Manuel José García Caparrós)‏ كان من عمال مصنع بيرة فيكتوريا وناشط في نقابة اللجان العمالية بمدينة ملقة الأندلسية.
خلال بدايات عملية الانتقال الديمقراطي في إسبانيا، شارك في مظاهرة يوم 4 ديسمبر 1977، التي كانت تطالب بحكم ذاتي موسع لمنطقة الأندلس يليق بالوزن التاريخي والاجتماعي والاقتصادي للأندلس، حاول كاباروس رفع علم الأندلس على مبنى مجلس محافظة ملقة، فتعرض لإطلاق نار، فأردته الشرطة قتيلا، وهو في 19 من عمره.
تحول ذلك المكان إلى مزار يحج إليه آلاف المناضلين في ملقة، حتى تم تدميره من قبل أعضاء المنظمة اليمينية المتطرفة «القوة الجديدة» (بالإسبانية: Fuerza Nueva)‏. كما شهدت المدينة عدة احتجاجات ضد قمع الشرطة للمتظاهرين.
وفي 16 نوفمبر 1995 ، وافق مجلس بلدية مالقة إطلاق تسمية «مانويل خوسيه غارثيا كاباروس» على أحد شوارع المدينة تخليدا لذكراه. وفي 20 أبريل 2009 قام مجلس محافظة مالقة بتكريمه بلقب «ابن مالقة المفضل». وفي سنة 2013، وبعد مطالبات عديدة، قررت حكومة الأندلس منح غارثيا كاباروس لقب ««ابن الأندلس المفضل»».
سنة 2007 صدر كتاب «وفاة غارسيا كاباروس خلال عملية الانتقال السياسي» (بالإسبانية: La muerte de García Caparrós en la transición política)‏، من تأليف روزا بورغوس، التي تعمل كاتبة بأحد محاكم مالقة، يحقق الكتاب في الغموض الذي يحيط عملية اغتيال كاباروس.